# بل‌ایر (شرکت هواپیمایی)
بل‌ایر (به انگلیسی: Belair) یک شرکت هواپیمایی با کد یاتا 4T است که در تاریخ ۱۹۲۵ میلادی تأسیس شده است.
دفتر مرکزی بل‌ایر در اوپفیکون، سوئیس واقع شده‌است.

## مقصدهای پروازی

### آفریقا
مصر
- غردقه - فرودگاه بین‌المللی غردقه
- مرسی علم - فرودگاه بین‌المللی مرسی عالم
- شرم‌الشیخ - فرودگاه بین‌المللی شرم‌الشیخ

تونس
- جربه - فرودگاه بین‌المللی دیربا–زارزیس (فصلی)
- Enfidha - فرودگاه بین‌المللی النفیضه حمامات (فصلی)

### آسیای غربی
ترکیه
- آنتالیا - فرودگاه آنتالیا (فصلی)

### اروپا
آلمان
- برلین - فرودگاه برلین تگل
- دوسلدورف - فرودگاه بین‌المللی دوسلدورف

اسپانیا
- پالما د مایورکا - فرودگاه پالما د مایورکا
- آلیکانته - فرودگاه آلیکانته-الچه
- لانزاروته - فرودگاه لانزاروته
- فوئرته‌ونتورا - فرودگاه فوئرته‌ونتورا
- ایبیزا، اسپانیا - فرودگاه ایبیزا (اسپانیا) (فصلی)
- گران کاناریا - فرودگاه گرن کناریا
- تنریف - فرودگاه تنریف جنوبی

یونان
- Araxos - فرودگاه آراکسوس (فصلی)
- هراکلیون - فرودگاه بین‌المللی هراکلین (فصلی)
- کورفو - فرودگاه بین‌المللی کورفو (فصلی)
- جزیره کس - فرودگاه بین‌المللی جزیره کوس (فصلی)
- رودس - فرودگاه بین‌المللی رود (فصلی)
- ساموس - فرودگاه بین‌المللی سمس (فصلی)
- زاکینتوس - فرودگاه بین‌المللی زاکینثوس (فصلی)

ایتالیا
- بریندیزی - فرودگاه بریندیسی (فصلی)
- کاتانیا - فرودگاه کاتانیا-فونتاناروسا
- لامتزیا ترمه - فرودگاه لامتزیا ترمه (فصلی)
- البیا - فرودگاه اولبیا - کاستا اسمرالدا (فصلی)
- پالرمو - فرودگاه پالرمو (فصلی)

مالت
- مالت - فرودگاه بین‌المللی مالت

استان کوزوو
- پریشتینا - فرودگاه بین‌المللی پریشتینا

پرتغال
- فونچال - فرودگاه مادیرا

سوئیس
- بازل - فرودگاه بازل-مولوز-فرایبورگ اروپا پایگاه اصلی
- زوریخ - فرودگاه زوریخ پایگاه اصلی